# O Melhor das Lives
O Melhor das Lives (Esquenta do Dvd), Ep. 1 (ou simplesmente O Melhor das Lives) é um EP da dupla sertaneja brasileira Clayton & Romário, lançado de forma independente em 27 de abril de 2021.

## Antecendentes e lançamento
A dupla Clayton & Romário ganhou destaque nacionalmente com as lives no YouTube, em decorrência da pandemia de COVID-19, e o álbum No Churrasco, com o sucesso Pingaiada, em 2020.

O projeto O Melhor das Lives antecede o álbum No Churrasco 2, gravado em fevereiro de 2021, em Divinópolis, e reúne as releituras de clássicos que já haviam sido executadas em lives, segundo a dupla, a pedido dos fãs.
“Os fãs pediram muito um projeto que tivesse o repertório das nossas lives, então, surgiu a ideia de oferecer esse conteúdo como um esquenta para o DVD e para que eles assistam e ouçam muito nas resenhas, churrascos e encontros que tiverem”, revela Clayton, que é também o responsável pela produção musical do trabalho. “Achamos importante eternizar esse projeto das lives em um DVD promocional, pois ele marca um momento importante em que os artistas tiveram que se reinventar para levar entretenimento ao público num período tão difícil.”
“A ideia sempre foi de estarmos pertos dos fãs de todas as formas, então queremos levar as nossas resenhas para a casa das pessoas, sem formalidade, como fazemos na nossa casa. E o público aprovou demais esse formato”, destaca Romário.
Lançado em 27 de abril de 2021, contém 7 faixas, sendo 6 pot-pourris de regravações e O Golpe como a única inédita.

## Lista de faixas
| N.º            | Título                                                                                             | Compositor(es) | Artista original                                                      | Duração |  |
| 1.             | "Tatuagem / Temporal de Amor / Página de Amigos"                                                   | Frank Ranier Cecílio Nena Rick / Alexandre | Gian & Giovani Leandro & Leonardo Chitãozinho & Xororó                | 5:17    |  |
| 2.             | "O Golpe"                                                                                          | Elcio Di Carvalho / Junior Gomes / Matheus Neves / Renato Sousa / Rafaela Miranda |                                                                       | 3:06    |  |
| 3.             | "Mistério / Anjo Loiro / Bebedeira"                                                                | Pinocchio Rick / Alexandre / Piska Lucas / Luan | Matogrosso & Mathias Milionário & José Rico Zezé Di Camargo & Luciano | 4:49    |  |
| 4.             | "Um Anjo Veio Me Falar (Angel In My Heart) / Por Te Amar Assim (Por Amarte Así) / Passou da Conta" | Eliot Kennedy / Suzanne Shaw / Tim Woodcock / versão: Aline Wirley / Fantine Thó / Karin Hils / Luciana Andrade / Patrícia Lissa / Rick Bonadio Alejandro Montalban / Eduardo Reyes / versão: Lucas Robles / Marlon / Maicon Bruno / Felipe | Rouge Marlon & Maicon Bruno & Marrone                                 | 4:54    |  |
| 5.             | "Corazón Partío"                                                                                   | Alejandro Sanz | Alejandro Sanz                                                        | 3:51    |  |
| 6.             | "Um Século Sem Ti (Un Siglo Sin Ti) / Dor de Amor Não Tem Jeito / Meu Anjo (Angel)"                | Franco De Vita / versão: Matogrosso / A. Zaccarias César Augusto / Piska José Miguel Velásquez / versão: Edson | Matogrosso & Mathias Leandro & Leonardo Edson & Hudson                | 6:55    |  |
| 7.             | "Minha Estrela Perdida / Fui Eu / Enquanto o Sol Brilhar"                                          | César Augusto / Piska Michael Sullivan / Paulo Massadas Cecílio Nena / Lalo Prado / Matogrosso | João Paulo & Daniel Zezé Di Camargo & Luciano Matogrosso & Mathias    | 5:42    |  |
| Duração total: | Duração total:                                                                                     | Duração total: | Duração total:                                                        | 34:34   |  |